# Anã vermelha

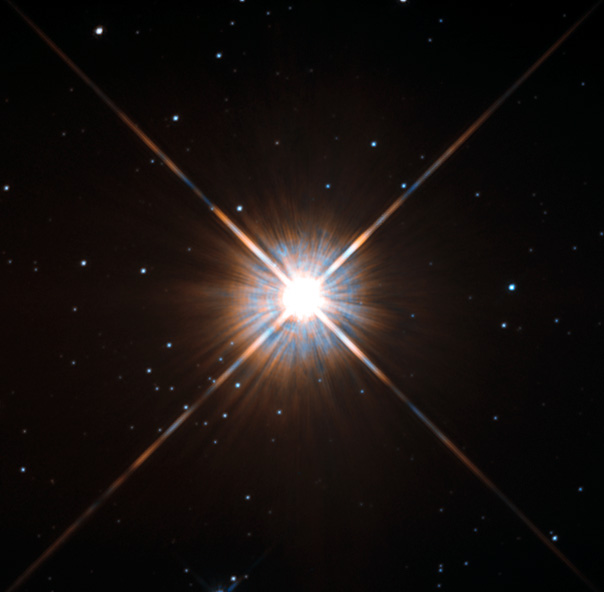
Proxima Centauri, a estrela mais próxima do Sol, a uma distância de 4.2 anos-luz, é uma anã vermelha

Uma anã vermelha é uma das menores e mais frias estrelas da sequência principal. As anãs vermelhas são o tipo mais comum de estrela na Via Láctea, pelo menos na vizinhança do Sol, mas por causa de sua baixa luminosidade, as anãs vermelhas individuais não podem ser facilmente observadas. Da Terra, nenhuma estrela que se encaixa nas definições mais restritas de uma anã vermelha é visível a olho nu. Proxima Centauri, a estrela mais próxima do Sol, é uma anã vermelha, assim como 50 das 60 estrelas mais próximas. De acordo com algumas estimativas, as anãs vermelhas constituem três quartos das estrelas da Via Láctea.
As anãs vermelhas mais frias perto do Sol têm uma temperatura de superfície de ~2.000 K e as menores têm raios de ~9% do Sol, com massas de cerca de ~7.5% do Sol. Essas anãs vermelhas têm classes espectrais de L0 a L2. Há alguma sobreposição com as propriedades das anãs marrons, uma vez que as anãs marrons mais massivas com metalicidade mais baixa podem ser tão quentes quanto 3.600 K e ter tipos espectrais M tardios.
As definições e o uso do termo "anã vermelha" variam de acordo com o quão inclusivos são na extremidade mais quente e mais massiva. Uma definição é sinônimo estelar de anãs M (estrelas de classe M da sequência principal), produzindo uma temperatura máxima de 3.900 K e 0.6 M☉. Um inclui todas as estrelas da sequência principal de classe M e todas as estrelas de classe K da sequência principal (anã K), resultando em uma temperatura máxima de 5.200 K e 0.8 M☉. Algumas definições incluem qualquer anã M e parte da classificação de anã K. Outras definições também estão em uso (veja a sessão definição). Espera-se que muitas das anãs M mais frias e de menor massa sejam anãs marrons, e não estrelas verdadeiras, e assim seriam excluídas de qualquer definição de anã vermelha.
Modelos estelares indicam que anãs vermelhas com menos de 0.35 M☉ são totalmente convectivas. Consequentemente, o hélio produzido pela fusão termonuclear do hidrogênio é constantemente remisturado em toda a estrela, evitando o acúmulo de hélio no núcleo, prolongando assim o período de fusão. Portanto, as anãs vermelhas de baixa massa se desenvolvem muito lentamente, mantendo uma luminosidade e um tipo espectral constantes por trilhões de anos, até que seu combustível se esgote. Por causa da idade comparativamente curta do universo, nenhuma anã vermelha ainda existe em estágios avançados de evolução.

## Definição
O termo "anã vermelha", quando usado para se referir a uma estrela, não tem uma definição estrita. Um dos primeiros usos do termo foi em 1915, usado simplesmente para contrastar estrelas anãs "vermelhas" das estrelas anãs "azuis" mais quentes. Tornou-se um uso estabelecido, embora a definição permanecesse vaga. Em termos de quais tipos espectrais se qualificam como anãs vermelhas, diferentes pesquisadores escolheram limites diferentes, por exemplo K8-M5 ou "posterior a K5". A estrela anã M, abreviada como dM, também foi usada, mas às vezes também incluía estrelas do tipo espectral K.
No uso moderno, a definição de uma anã vermelha ainda varia. Quando explicitamente definido, normalmente inclui estrelas de classe K tardia e do início a intermediário de classe M, mas em muitos casos é restrito apenas às estrelas de classe M. Em alguns casos, todas as estrelas K são incluídas como anãs vermelhas, e ocasionalmente até estrelas anteriores.
As pesquisas mais recentes colocam as estrelas verdadeiras da sequência principal mais frias nos tipos espectrais L2 ou L3. Ao mesmo tempo, muitos objetos mais frios do que M6 ou M7 são anãs marrons, com massa insuficiente para sustentar a fusão do hidrogênio-1. Isso dá uma sobreposição significativa em tipos espectrais para anãs vermelhas e marrons. Os objetos nessa faixa espectral podem ser difíceis de categorizar.

## Descrição e características
As anãs vermelhas são estrelas de massa muito baixa. Como resultado, eles têm pressões relativamente baixas, uma baixa taxa de fusão e, portanto, uma baixa temperatura. A energia gerada é o produto da fusão nuclear do hidrogênio em hélio por meio do mecanismo de cadeia próton-próton (PP). Consequentemente, essas estrelas emitem relativamente pouca luz, às vezes tão pouco quanto 1⁄10.000 a do Sol, embora isso ainda implicasse em uma produção de energia da ordem de 1022 watts (10 trilhões de gigawatts). Mesmo as maiores anãs vermelhas (por exemplo HD 179930, HIP 12961 e Lacaille 8760) têm apenas cerca de 10% da luminosidade do Sol. Em geral, as anãs vermelhas com menos de 0.35 M☉ transportam energia do núcleo para a superfície por convecção. A convecção ocorre devido à opacidade do interior, que possui uma alta densidade em relação à temperatura. Como resultado, a transferência de energia por radiação é diminuída e, em vez disso, a convecção é a principal forma de transporte de energia para a superfície da estrela. Acima dessa massa, uma anã vermelha terá uma região ao redor de seu núcleo onde a convecção não ocorre.

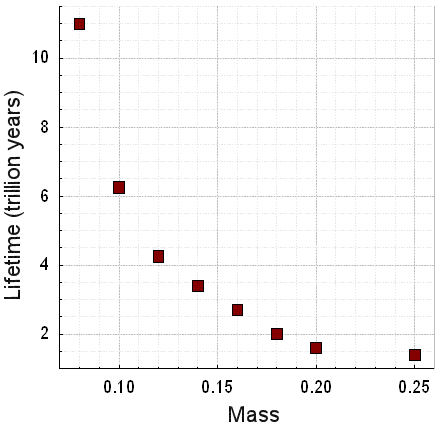
A vida útil prevista para a sequência principal de uma anã vermelha representada graficamente em relação à sua massa em relação ao Sol

Como as anãs vermelhas de baixa massa são totalmente convectivas, o hélio não se acumula no núcleo e, em comparação com estrelas maiores como o Sol, podem queimar uma proporção maior de seu hidrogênio antes de deixar a sequência principal. Como resultado, as anãs vermelhas estimaram uma expectativa de vida muito mais longa do que a idade atual do universo, e estrelas com menos de 0.8 M☉ não tiveram tempo de deixar a sequência principal. Quanto menor for a massa de uma anã vermelha, maior será sua vida útil. Acredita-se que a expectativa de vida dessas estrelas excede a expectativa de vida de 10 bilhões de anos de nosso Sol pela terceira ou quarta potência da razão entre a massa solar e suas massas; assim, uma anã vermelha de 0.1 M☉ pode continuar queimando por 10 trilhões de anos. Conforme a proporção de hidrogênio em uma anã vermelha é consumida, a taxa de fusão diminui e o núcleo começa a se contrair. A energia gravitacional liberada por essa redução de tamanho é convertida em calor, que é transportado por toda a estrela por convecção.
| Tipo espectral | Massa (M☉) | Luminosidade (L☉) | Temperatura efetiva (K) | Índice de cor (B − V) |
| -------------- | ---------- | ----------------- | ----------------------- | --------------------- |
| M0V            | 0.57       | 0.069             | 3.850                   | 0.82                  |
| M1V            | 0.5        | 0.041             | 3.660                   | 0.86                  |
| M2V            | 0.44       | 0.029             | 3.560                   | 0.88                  |
| M3V            | 0.37       | 0.016             | 3.430                   | 0.99                  |
| M4V            | 0.23       | 7.2x10−3          | 3.210                   | 1.09                  |
| M5V            | 0.16       | 3.0x10−3          | 3.060                   | 1.15                  |
| M6V            | 0.10       | 1.0x10−3          | 2.810                   | 1.24                  |
| M7V            | 0.09       | 6.5x10−4          | 2.680                   | 1.34                  |
| M8V            | 0.085      | 5.2x10−4          | 2.570                   | 1.36                  |
| M9V            | 0.08       | 3.0x10−4          | 2.380                   | 1.40                  |

De acordo com simulações de computador, a massa mínima que uma anã vermelha deve ter para eventualmente evoluir para uma gigante vermelha é 0.25 M☉; objetos menos massivos, à medida que envelhecem, aumentariam suas temperaturas superficiais e luminosidades, tornando-se anãs azuis e, finalmente, anãs brancas.
Quanto menos massiva for a estrela, mais demorado será o processo evolutivo. Foi calculado que uma anã vermelha de 0.16 M☉ (aproximadamente a massa da estrela de Barnard) permaneceria na sequência principal por 2.5 trilhões de anos, seguido por 5 bilhões de anos como uma anã azul, durante a qual a estrela teria um terço da luminosidade do Sol (L☉) e uma temperatura de superfície de 6.500-8.500 kelvins.
O fato de anãs vermelhas e outras estrelas de baixa massa ainda permanecerem na sequência principal quando estrelas mais massivas se afastaram da sequência principal permite que a idade dos aglomerados de estrelas seja estimada encontrando a massa na qual as estrelas se afastam da sequência principal. Isso fornece um limite inferior para a idade do Universo e também permite que escalas de tempo de formação sejam colocadas nas estruturas dentro da Via Láctea, como o halo galáctico e o disco galáctico.
Todas as anãs vermelhas observadas contêm "metais", que na astronomia são elementos mais pesados que o hidrogênio e o hélio. O modelo do Big Bang prevê que a primeira geração de estrelas deveria ter apenas hidrogênio, hélio e vestígios de lítio e, portanto, seria de baixa metalicidade. Com sua expectativa de vida extrema, quaisquer anãs vermelhas que fizessem parte dessa primeira geração (estrelas de população III) ainda deveriam existir hoje. Anãs vermelhas de baixa metalicidade, no entanto, são raras. O modelo aceito para a evolução química do universo antecipa tal escassez de estrelas anãs pobres em metal, porque se pensa que apenas estrelas gigantes se formaram no ambiente pobre em metal do universo primitivo. À medida que estrelas gigantes terminam sua curta vida em explosões de supernovas, elas expelem os elementos mais pesados necessários para formar estrelas menores. Portanto, os anãs se tornaram mais comuns à medida que o universo envelhece e se enriquecer em metais. Embora seja esperada a escassez básica de antigas anãs vermelhas pobres em metais, as observações detectaram ainda menos do que o previsto. Acreditava-se que a simples dificuldade de detectar objetos tão escuros quanto anãs vermelhas explicava essa discrepância, mas métodos de detecção aprimorados apenas confirmaram a discrepância.
O limite entre as anãs vermelhas menos massivas e as anãs marrons mais massivas depende fortemente da metalicidade. Na metalicidade solar, o limite ocorre em cerca de 0.07 M☉, enquanto na metalicidade zero o limite é em torno de 0.09 M☉. Na metalicidade solar, as anãs vermelhas de menor massa teoricamente têm temperaturas em torno de 1.700 K, enquanto as medições das anãs vermelhas na vizinhança solar sugerem que as estrelas mais frias têm temperaturas de cerca de 2.075 K e classes espectrais de cerca de L2. A teoria prevê que as anãs vermelhas mais frias com metalicidade zero teriam temperaturas de cerca de 3.600 K. As anãs vermelhas menos massivas têm raios de cerca de 0.09 R☉, enquanto as anãs vermelhas mais massivas e as anãs marrons menos massivas são maiores.

## Padrão espectral de estrelas

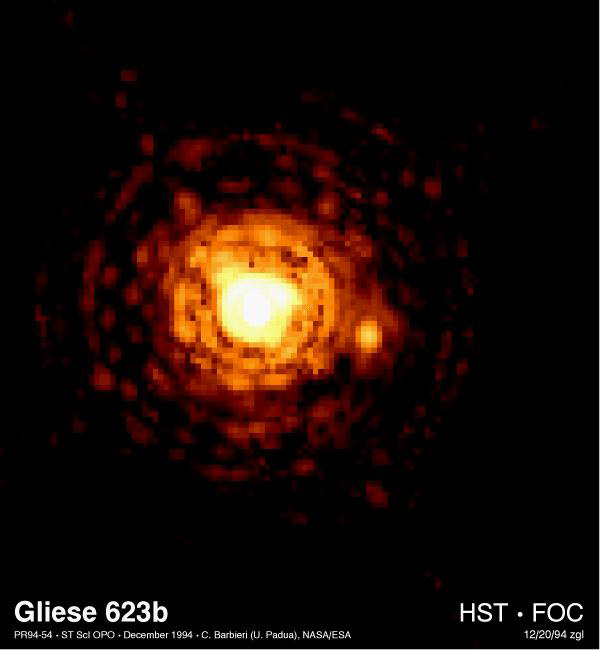
Gliese 623 é um par de anãs vermelhas, com GJ 623a à esquerda e a mais fraca GJ 623b à direita do centro

Os padrões espectrais para estrelas de classe M mudaram ligeiramente ao longo dos anos, mas se estabilizaram um pouco desde o início da década de 1990. Parte disso se deve ao fato de que mesmo as anãs vermelhas mais próximas são bastante desbotadas e suas cores não se registram bem em emulsões fotográficas usadas no início a meados do século XX. O estudo de anãs M médio a tardio avançou significativamente apenas nas últimas décadas, principalmente devido ao desenvolvimento de novas técnicas astrográficas e espectroscópicas, dispensando placas fotográficas e progredindo para dispositivos de pares carregados (CCDs) e matrizes sensíveis ao infravermelho.
O sistema revisado Yerkes Atlas (Johnson & Morgan, 1953) listou apenas duas estrelas padrão espectrais de classe M: HD 147379 (M0V) e HD 95735/Lalande 21185 (M2V). Enquanto HD 147379 não foi considerado um padrão por classificadores especialistas em compêndios de padrões posteriores, Lalande 21185 ainda é um padrão primário para M2V. Robert Garrison não lista nenhum padrão "âncora" entre as anãs vermelhas, mas o Lalande 21185 sobreviveu como um padrão M2V por meio de muitos compêndios. A revisão sobre a classificação MK de Morgan & Keenan (1973) não continha os padrões das anãs vermelhas. Em meados da década de 1970, estrelas padrão anãs vermelhas foram publicadas por Keenan & McNeil (1976) e Boeshaar (1976), mas infelizmente havia pouco acordo entre os padrões. Como estrelas mais frias posteriores foram identificadas na década de 1980, ficou claro que uma revisão dos padrões das anãs vermelhas era necessária. Baseando-se principalmente nos padrões Boeshaar, um grupo do Observatório Steward (Kirkpatrick, Henry, & McCarthy, 1991) preencheu a sequência espectral de K5V a M9V. São essas estrelas anãs padrão de classe M que sobreviveram em grande parte como os principais padrões até os dias atuais. Houve mudanças desprezíveis na sequência espectral da anã vermelha desde 1991. Padrões adicionais das anãs vermelhas foram compilados por Henry et al. (2002), e D. Kirkpatrick revisou recentemente a classificação das anãs vermelhas e estrelas padrão na monografia de 2009 de Gray & Corbally. Os padrões espectrais primárias de anãs M são: Gliese 270 (M0V), Gliese 229A (M1V), Lalande 21185 (M2V), Gliese 581 (M3V), Gliese 402 (M4V), Gliese 51 (M5V), Wolf 359 (M6V), van Biesbroeck 8 (M7V), VB 10 (M8V), LHS 2924 (M9V).

## Planetas

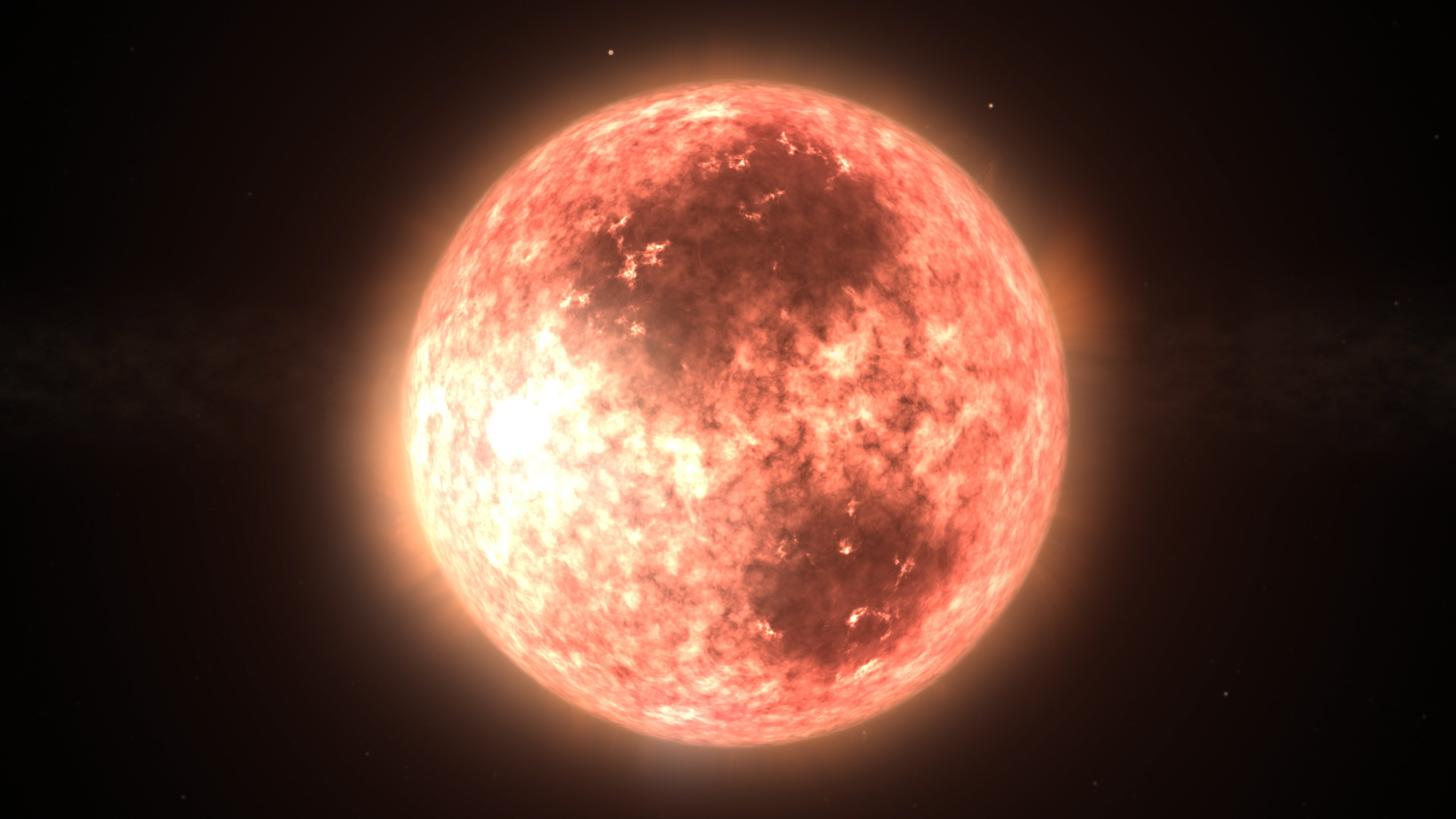
Ilustração artística que descreve AU Mic, uma estrela anã vermelha de classe M (classe espectral M1Ve) com menos de 0.7% da idade do nosso Sol. As áreas escuras representam grandes regiões semelhantes a manchas solares

Muitas anãs vermelhas são orbitadas por exoplanetas, mas grandes planetas do tamanho de Júpiter são comparativamente raros. Levantamentos Doppler de uma ampla variedade de estrelas indicam que cerca de 1 em 6 estrelas com o dobro da massa do Sol são orbitadas por um ou mais planetas do tamanho de Júpiter, contra 1 em 16 para estrelas semelhantes ao Sol e a frequência de planetas gigantes próximos (do tamanho de Júpiter ou maiores) orbitando anãs vermelhas é apenas 1 em 40. Por outro lado, pesquisas de microlente indicam que planetas com a massa de Netuno de longo período orbital são encontrados em torno de 1 em cada 3 anãs vermelhas. As observações com o HARPS indicam ainda que 40% das anãs vermelhas têm um planeta da classe "Superterra" orbitando na zona habitável onde pode existir água líquida na superfície. Simulações de computador de formação de planetas em torno de estrelas de baixa massa prevêem que planetas do tamanho da Terra são mais abundantes, mas mais de 90% dos planetas simulados são pelo menos 10% de água em massa, sugerindo que muitos planetas do tamanho da Terra orbitando anãs vermelhas estão cobertas por oceanos profundos.
Pelo menos 4 e possivelmente até 6 exoplanetas foram descobertos orbitando dentro do sistema planetário de Gliese 581 entre 2005 e 2010. Um exoplaneta tem cerca da massa de Netuno, ou 16 massas terrestres (MTerra). Orbita a apenas 6 milhões de quilômetros (0.04 UA) de sua estrela e estima-se que tenha uma temperatura de superfície de 150 °C, apesar da obscuridade de sua estrela. Em 2006, um exoplaneta ainda menor (apenas 5.5 MTerra) foi encontrado orbitando a anã vermelha OGLE-2005-BLG-390L; fica a 390 milhões de km (2.6 UA) da estrela e sua temperatura de superfície é de -220 °C (53 K).
Em 2007, um novo exoplaneta potencialmente habitável, Gliese 581c, foi encontrado, orbitando Gliese 581. A massa mínima estimada por seus descobridores (uma equipe liderada por Stephane Udry) é de 5.36 MTerra. Os descobridores estimam que seu raio seja 1.5 vezes o da Terra (RTerra). Desde então, o Gliese 581d, que também é potencialmente habitável, foi descoberto.
Gliese 581c e d estão dentro da zona habitável da estrela hospedeira e são dois dos candidatos mais prováveis para habitabilidade de quaisquer exoplanetas descobertos até agora. Gliese 581g, detectado em setembro de 2010, tem uma órbita quase circular no meio da zona habitável da estrela. No entanto, a existência do exoplaneta é contestada.
Em 23 de fevereiro de 2017, a NASA anunciou a descoberta de 7 exoplanetas do tamanho da Terra orbitando a estrela anã vermelha TRAPPIST-1 a aproximadamente 39 anos-luz de distância na constelação de Aquarius. Os planetas foram descobertos através do método de trânsito, o que significa que temos informações de massa e raio de todos eles. TRAPPIST-1e, f e g parecem estar dentro da zona habitável e podem ter água líquida na superfície.

## Habitabilidade

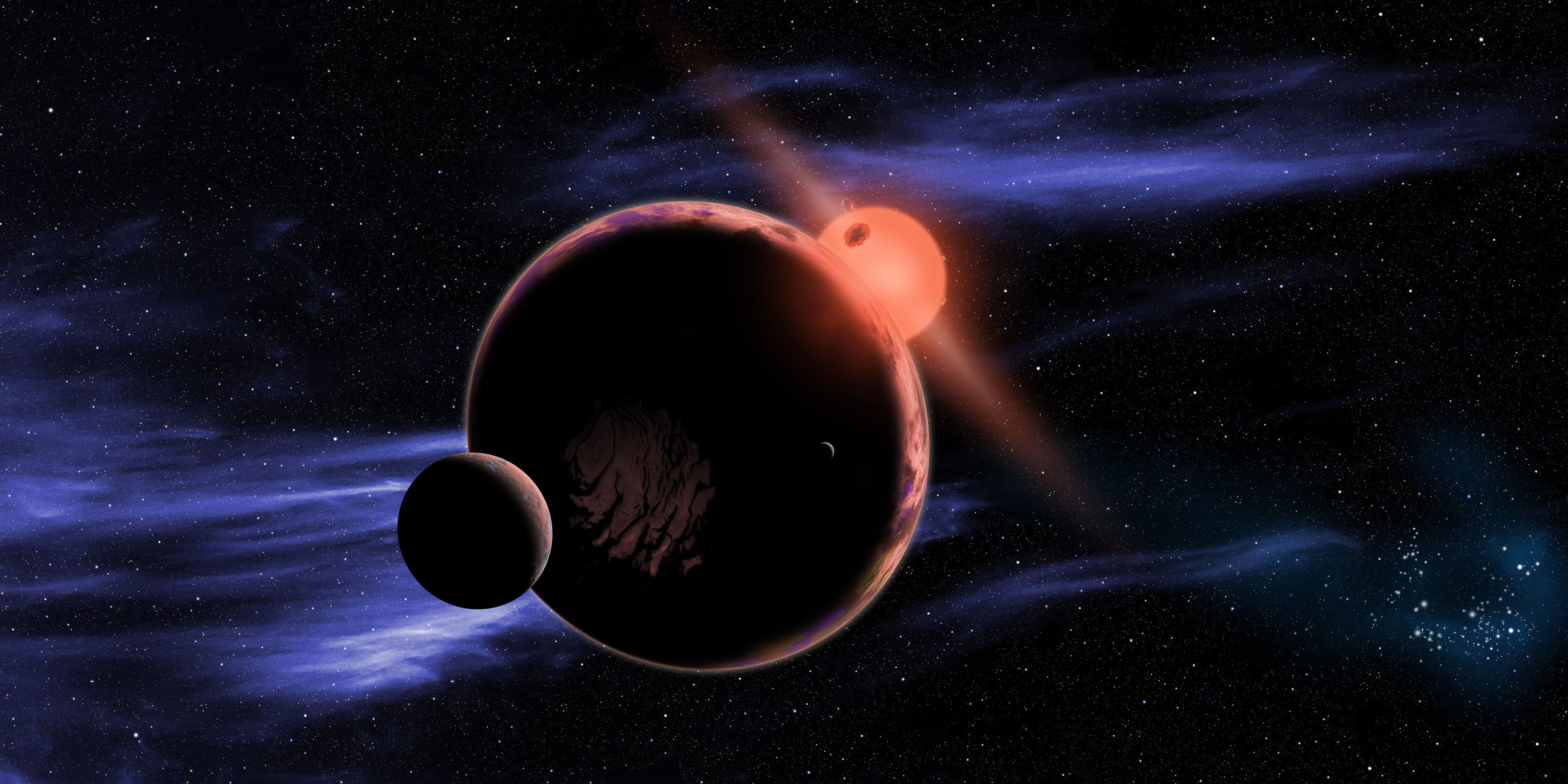
Ilustração artística de um exoplaneta com duas exoluas orbitando na zona habitável de uma anã vermelha

Evidências modernas sugerem que os exoplanetas em sistemas de anãs vermelhas são extremamente improváveis de serem habitáveis. Apesar de seu grande número e longa expectativa de vida, há vários fatores que podem dificultar a vida em exoplanetas ao redor de uma anã vermelha. Em primeiro lugar, os exoplanetas na zona habitável de uma anã vermelha estariam tão próximos da estrela hospedeira que provavelmente estariam bloqueados pelas marés. Isso significaria que um lado estaria na luz do dia perpétua e o outro na noite eterna. Isso poderia criar enormes variações de temperatura de um lado do planeta para o outro. Essas condições parecem dificultar a evolução de formas de vida semelhantes às da Terra. E parece que há um grande problema com a atmosfera desses planetas bloqueados por maré: a zona noturna perpétua seria fria o suficiente para congelar os gases principais de suas atmosferas, deixando a zona diurna nua e seca. Por outro lado, porém, uma teoria propõe que uma atmosfera densa ou um oceano planetário poderia potencialmente fazer circular calor ao redor de tal planeta.
A variabilidade na produção de energia estelar também pode ter impactos negativos no desenvolvimento da vida. As anãs vermelhas costumam ser estrelas cintilantes, que podem emitir chamas gigantescas, dobrando seu brilho em minutos. Essa variabilidade torna difícil para a vida se desenvolver e persistir perto de uma anã vermelha. Embora seja possível para um planeta orbitando perto de uma anã vermelha manter sua atmosfera mesmo que a estrela brilhe, pesquisas mais recentes sugerem que essas estrelas podem ser a fonte de constantes erupções de alta energia e campos magnéticos muito grandes, diminuindo o possibilidade de vida como a conhecemos. Ainda assim, pesquisas publicadas em 2021 indicam que essas erupções se originam principalmente mais perto dos pólos da estrela do que de seus planos equatoriais. Visto que no plano equatorial é onde a grande maioria dos exoplanetas em torno das anãs vermelhas orbitaria, é proposto que isso diminui drasticamente a ameaça a esses exoplanetas.